# Голоцуцков Антон Сергійович
Антон Сергійович Голоцуцков  (рос. Антон Сергеевич Голоцуцков, 28 липня 1985) — російський гімнаст, олімпійський медаліст.

## Виступи на Олімпіадах
| Олімпіада  | Дисципліна       | Місце              |
| ---------- | ---------------- | ------------------ |
| Афіни 2004 | абсолютний залік | 61                 |
| Афіни 2004 | командний залік  | 6                  |
| Афіни 2004 | вільні вправи    | 34 (кваліфікація)  |
| Афіни 2004 | опорний стрибок  | 3T (кваліфікація)  |
| Афіни 2004 | паралельні бруси | 80 (кваліфікація)  |
| Афіни 2004 | кільця           | 27T (кваліфікація) |
| Афіни 2004 | кінь             | 30 (кваліфікація)  |
| Пекін 2008 | абсолютний залік | 57 (кваліфікація)  |
| Пекін 2008 | командний залік  | 6                  |
| Пекін 2008 | вільні вправи    | 3                  |
| Пекін 2008 | опорний стрибок  | 3                  |
| Пекін 2008 | перекладина      | 51 (кваліфікація)  |
| Пекін 2008 | кільця           | 30 (кваліфікація)  |
| Пекін 2008 | кінь             | 76 (кваліфікація)  |